# Saison 6 des Frères Scott
Chronologie
Saison 5 Saison 7
Cet article présente le guide des épisodes de la sixième saison de la série télévisée Les Frères Scott. Cette saison comporte 24 épisodes ce qui fait d'elle la plus longue saison de la série. Elle relate les aventures de Lucas et Nathan Scott ainsi que celles de leurs familles et amis depuis le mariage de Lucas et Peyton à Las Vegas jusqu'au départ de ces derniers de Tree Hill.
Cette saison marque le départ définitif de l'actrice Hilarie Burton qui campait le rôle de Peyton Sawyer depuis le début de la série. De même pour Chad Michael Murray qui quitte la série en tant que personnage régulier mais qui fera tout de même une apparition lors de la saison 9.
À noter qu'en France, TF1 a décidé de supprimer l'épisode Sur un air de jazz lors de la diffusion de la saison sur la chaîne.

## Distribution

### Acteurs principaux
- Chad Michael Murray (VF : Yoann Sover) : Lucas Scott (24/24)
- James Lafferty (VF : Franck Tordjman) : Nathan Scott (24/24)
- Hilarie Burton (VF : Laura Préjean) : Peyton Sawyer Scott (24/24)
- Bethany Joy Lenz (VF : Nathalie Gazdik) : Haley James Scott (24/24)
- Sophia Bush (VF : Barbara Delsol) : Brooke Davis (24/24)
- Paul Johansson (VF : Mathieu Buscatto) : Dan Scott (13/24)
- Lee Norris (VF  Olivier Podesta) : Marvin "Micro" McFadden (15/24)
- Antwon Tanner (VF : Vincent Barazzoni) : Antwon "Skills" Taylor (14/24)
- Jackson Brundage (VF : Gwenaëlle Jegou) : James "Jamie" Scott  (22/24)
- Barbara Alyn Woods (VF : Marie-Martine Bisson)  : Deborah Lee (8/24)
- Lisa Goldstein (VF : Alexandra Garijo) : Millicent Huxtable (17/24)

### Acteurs récurrents
- Daphne Zuniga (VF : Déborah Perret) : Victoria Davis
- Torrey DeVitto (VF : Véronique Desmadryl) : Carrie
- Robbie Jones (VF : Fabrice Trojani) : Quentin Fields
- Dawnn Lewis (VF : Denise Metmer) : Denise Fields
- Jaden Harmon  (VF : Théo Benhamour) : André Fields
- Joe Manganiello (VF : Benoît Du Pac) : Owen Morello
- Austin Nichols (VF : Pascal Nowak) : Julian Baker
- Kate Voegele (VF : Véronique Soufflet) : Mia Catalano
- Stephen Colletti (VF : Charles Germain) : Chase Adams
- Michaela McManus (VF : Françoise Cadol) : Lindsay Evelyn Strauss
- Kelsey Chow (VF : Élodie Ben) : Gigi Silveri
- Ashley Rickards (VF : Olivia Luccioni) : Samantha « Sam » Walker
- John Doe (VF : Michel Bedetti) : Mick Wolf
- Allison Munn (VF : Céline Ronté) : Lauren
- James Van Der Beek (VF : Thierry Wermuth) : Reese Dixon
- Michael May (VF : Valentin Maupin) : Chuck Scolnik
- Burgess Jenkins (VF : Bruno Choël) : Bobby Irons
- Devin McGee (VF : Stéphane Pouplard) : Xavier
- Evan Peters (VF : Arthur Pestel) : Jack Daniels
- B.J. Britt (VF : Jonathan Amram) : Devon Fox
- Vaughn Wilson (VF : Fabrice Trojani) : Ferguson « Fergie » Thompson
- Cullen Moss (VF : Charles Pestel) : Jonathan « Junk » Morett
- Kelley Davis (VF : Marine Jolivet) : Madame Scolnik
- Katherine Landry (VF : Rebecca Benhamour) : Madison

## Épisode 1:Le voile est levé
- États-Unis : 1er septembre 2008
- Suisse : 29 août 2009
- France : 5 septembre 2009
- Québec : 3 novembre 2009

- États-Unis : 3,25 millions de téléspectateurs[1] (première diffusion)

- Daphne Zuniga (Victoria Davis)
- Michaela McManus (Lindsey Strauss)
- Torrey DeVitto (Carrie)
- Robbie Jones (Quentin Fields)
- Bill Cobbs (Gus)
- Ashley Rickards (Samantha Walker)

## Épisode 2:Coup du sort
- États-Unis : 8 septembre 2008
- France : 5 septembre 2009
- Suisse : 29 août 2009
- Québec : 10 novembre 2009

- États-Unis : 3,28 millions de téléspectateurs[2] (première diffusion)

- Torrey DeVitto (Carrie)
- Robbie Jones (Quentin Fields)

## Épisode 3:Unis dans l'épreuve
- États-Unis : 15 septembre 2008
- France : 12 septembre 2009
- Suisse : 5 septembre 2009
- Québec : 17 novembre 2009

- États-Unis : 3,37 millions de téléspectateurs[3] (première diffusion)

- Robbie Jones (Quentin Fields)
- Cullen Moss (Junk Moretti)
- Torrey DeVitto (Carrie)
- Vaughn Wilson (Ferguson "Fergie" Thompson)
- Ashley Rickards (Samantha Walker)
- Dawn Lewis (Denice Fields)

## Épisode 4:D'une rive à l'autre
- États-Unis : 22 septembre 2008
- France : 12 septembre 2009
- Suisse : 5 septembre 2009
- Québec : 24 novembre 2009

- États-Unis : 3,15 millions de téléspectateurs[4] (première diffusion)

- Daphne Zuniga (Victoria Davis)
- Robbie Jones (Quentin Fields)
- John Doe (Mick Wolf)
- Torrey DeVitto (Carrie)
- Ashley Rickards (Samantha Walker)
- Dawnn Lewis (Denice Fields)
- Haviland Morris (la psychologue)

## Épisode 5:Une page se tourne
- États-Unis : 29 septembre 2008
- France : 19 septembre 2009
- Suisse : 12 septembre 2009
- Québec : 1er décembre 2009

- États-Unis : 3,42 millions de téléspectateurs[5] (première diffusion)

- Michaela McManus (Lindsay Strauss)
- Daphne Zuniga (Victoria Davis)
- Torrey DeVitto (Carrie)
- John Doe (Mick Wolf)
- Haviland Morris (la psychologue)
- Lisa Goldstein (Millicent)
- Ashley Rickards (Samantha Walker)

## Épisode 6:Inventer sa vie
- États-Unis : 13 octobre 2008
- France : 19 septembre 2009
- Suisse : 12 septembre 2009 sur TSR1
- Québec : 8 décembre 2009

- États-Unis : 3,47 millions de téléspectateurs[6] (première diffusion)

- Joe Manganiello (Owen Morello)
- John Doe (Mick Wolf)
- Ashley Rickards (Samantha Walker)
- Lisa Goldstein (Millicent)

## Épisode 7:Même pas cap
- États-Unis : 20 octobre 2008
- France : 26 septembre 2009
- Suisse : 19 septembre 2009 sur TSR1
- Québec : 15 décembre 2009

- États-Unis : 3,70 millions de téléspectateurs[7] (première diffusion)

- Joe Manganiello (Owen Morello)
- Ashley Rickards (Samantha Walker)
- Kelsey Chow (Gigi Silveri)
- Cullen Moss (Junk Moretti)
- Vaughn Wilson (Ferguson "Fergie" Thompson)

## Épisode 8:Arrête ton cinéma
- États-Unis : 27 octobre 2008
- France : 3 octobre 2009
- Suisse : 19 septembre 2009 sur TSR1
- Québec : 5 janvier 2010

- États-Unis : 3,21 millions de téléspectateurs[8] (première diffusion)

- Joe Manganiello (Owen Morello)
- Ashley Rickards (Samantha Walker)
- Austin Nichols (Julian Baker)
- Ernest Waddell (Derek Sommers)
- Kelsey Show (Gigi Silveri)

## Épisode 9:Mauvais exemple
- États-Unis : 3 novembre 2008
- France : 3 octobre 2009
- Suisse : 26 septembre 2009 sur TSR1
- Québec : 12 janvier 2010

- États-Unis : 3,02 millions de téléspectateurs[9] (première diffusion)

- Joe Manganiello (Owen Morello)
- Ashley Rickards (Samantha Walker)
- Austin Nichols (Julian Baker)
- Kelsey Show (Gigi Silveri)

## Épisode 10:Jalousie... jalousie
- États-Unis : 10 novembre 2008
- France : 10 octobre 2009
- Suisse : 26 septembre 2009 sur TSR1
- Québec : 19 janvier 2010

- États-Unis : 3,00 millions de téléspectateurs[10] (première diffusion)

- Kate Voegele (Mia Catalano)
- Austin Nichols (Julian Baker)
- Angels & Airwaves
- Kelsey Show (Gigi Silveri)
- Robbie Jones (Quentin Fields)
- Ashley Rickards (Samantha Walker)
- Ernest Waddell (Derek Sommers)

## Épisode 11:Sur un air de jazz
- États-Unis : 17 novembre 2008
- France : Non diffusé (diffusé sur le site de TF1
- Suisse : 3 octobre 2009 sur TSR1
- Québec : 26 janvier 2010

- États-Unis : 2,72 millions de téléspectateurs[11] (première diffusion)

- Austin Nichols (Julian Baker)
- Joe Manganiello (Owen Morello)
- Vaughn Wilson (Ferguson "Fergie" Thompson)
- Cullen Moss (Junk Moretti)

## Épisode 12:De surprises en surprises
- États-Unis : 24 novembre 2008
- France : 10 octobre 2009
- Suisse : 3 octobre 2009 sur TSR1
- Québec : 2 février 2010

- États-Unis : 2,65 millions de téléspectateurs[12] (première diffusion)

- James Van Der Beek (Adam Reese)
- Joe Manganiello (Owen Morello)
- Kate Voegele (Mia Catalano)
- Robbie Jones (Quentin Fields)
- Austin Nichols (Julian Baker)
- Ashley Rickards (Samantha Walker)
- Kelsey Show (Gigi Silveri)
- Evan Peters (Jack Daniels)
- Keedar Whittle (Nino Jones)

## Épisode 13:L'annonce faite à Lucas
- États-Unis : 5 janvier 2009
- France : 17 octobre 2009
- Suisse : 10 octobre 2009 sur TSR1
- Québec : 9 février 2010

- États-Unis : 2,66 millions de téléspectateurs[13] (première diffusion)

- Austin Nichols (Julian Baker)
- Joe Manganiello (Owen Morello)
- Ashley Rickards (Samantha Walker)
- Kate Voegele (Mia Catalano)
- Stephen Colletti (Chase Adams)
- Dawnn Lewis (Denice Fields)
- Evan Peters (Jack Daniels)
- B.J. Britt (Devon Fox)
- Gregory Harrison (Paul Norris)

## Épisode 14:Tous au rendez-vous
- États-Unis : 12 janvier 2009
- France : 17 octobre 2009
- Suisse : 10 octobre 2009 sur TSR1
- Québec : 16 février 2010

- États-Unis : 3,06 millions de téléspectateurs[14] (première diffusion)

- Austin Nichols (Julian Baker)
- Ashley Rickards (Samantha Walker)
- Kate Voegele (Mia Catalano)
- Stephen Colletti (Chase Adams)
- Cullen Moss (Junk Moretti)
- Vaughn Wilson (Ferguson "Fergie" Thompson)
- Evan Peters (Jack Daniels)

## Épisode 15:Combinaison gagnante?
- États-Unis : 19 janvier 2009
- France : 24 octobre 2009
- Suisse : 17 octobre 2009 sur TSR1
- Québec : 23 février 2010

- États-Unis : 2,60 millions de téléspectateurs[15] (première diffusion)

- James Van Der Beek (Adam Reese)
- Austin Nichols (Julian Baker)
- Ashley Rickards (Samantha Walker)
- Kate Voegele (Mia Catalano)
- Stephen Colletti (Chase Adams)
- B.J. Britt (Devon Fox)
- Gregory Harrison (Paul Norris)

## Épisode 16:Confusion d'identité
- États-Unis : 2 février 2009
- France : 24 octobre 2009
- Suisse : 17 octobre 2009 sur TSR1
- Québec :  2 mars 2010

- États-Unis : 2,65 millions de téléspectateurs[16] (première diffusion)

- James Van Der Beek (Adam Reese)
- Austin Nichols (Julian Baker)
- Ashley Rickards (Samantha Walker)
- Kate Voegele (Mia Catalano)
- B.J. Britt (Devon Fox)
- Allison Munn (Lauren)
- Cassandra Jean (Missy)
- Susan Walters (Principal Rimkus)
- Vaughn Wilson (Fergie Thompson)

## Épisode 17:5 couples, 5 histoires
- États-Unis : 16 mars 2009
- France : 31 octobre 2009
- Suisse : 24 octobre 2009 sur TSR1
- Québec : 9 mars 2010

- États-Unis : 2,41 millions de téléspectateurs[17] (première diffusion)

- Austin Nichols (Julian Baker)

## Épisode 18:Contre mauvaise fortune
- États-Unis : 23 mars 2009
- France : 31 octobre 2009
- Suisse : 24 octobre 2009 sur TSR1
- Québec : 16 mars 2010

- États-Unis : 2,40 millions de téléspectateurs[18] (première diffusion)

- James Van Der Beek (Adam Reese)
- Austin Nichols (Julian Baker)
- Ashley Rickards (Samantha Walker)
- Evan Peters (Jack Daniels)
- Kate Voegele (Mia Catalano)
- Susan Walters (Principal Rimkus)

## Épisode 19:Entretien et réparation
- États-Unis : 30 mars 2009
- France : 7 novembre 2009
- Suisse : 31 octobre 2009 sur TSR1
- Québec : 23 mars 2010

- États-Unis : 2,36 millions de téléspectateurs[19] (première diffusion)

- Austin Nichols (Julian Baker)
- Ashley Rickards (Samantha Walker)
- Evan Peters (Jack Daniels)
- Stephen Colletti (Chase Adams)
- Susan Walters (Principal Rimkus)
- Kelsey Chow (Gigi Silveri)

## Épisode 20:Pour son bien
- États-Unis : 20 avril 2009
- France : 7 novembre 2009
- Suisse : 31 octobre 2009 sur TSR1
- Québec: 30 mars 2010

- États-Unis : 2,45 millions de téléspectateurs[20] (première diffusion)

- Ashley Rickards (Samantha Walker)
- Kate Voegele (Mia Catalano)
- Daphne Zuniga (Victoria Davis)
- Evan Peters (Jack Daniels)
- Allison Munn (Lauren)
- Keedar Whittle (Nino Jones)

## Épisode 21:Souvenir de toi
- États-Unis : 27 avril 2009
- France : 14 novembre 2009
- Suisse : 7 novembre 2009 sur TSR1
- Québec:  6 avril 2010

- États-Unis : 2,28 millions de téléspectateurs[21] (première diffusion)

- Ashley Rickards (Samantha Walker)
- Kate Voegele (Mia Catalano)
- Daphne Zuniga (Victoria Davis)
- Nick Lachey (Nick Lachey)
- Stephen Colletti (Chase Adams)
- Allison Munn (Lauren)
- B.J. Britt (Devon Fox)

## Épisode 22:Encore une chance
- États-Unis : 4 mai 2009
- France : 14 novembre 2009
- Suisse : 7 novembre 2009 sur TSR1
- Québec: 13 avril 2010

- États-Unis : 2,23 millions de téléspectateurs[22] (première diffusion)

- Ashley Rickards (Samantha Walker)
- Kate Voegele (Mia Catalano)
- Daphne Zuniga (Victoria Davis)
- Allison Munn (Lauren)
- Keedar Whittle (Nino Jones)
- Cullen Moss (Junk Moretti)
- Vaughn Wilson (Fergie Thompson)

## Épisode 23:Maintenant et pour toujours?
- États-Unis : 11 mai 2009
- France : 21 novembre 2009
- Suisse : 14 novembre 2009 sur TSR1
- Québec: 20 avril 2010

- États-Unis : 2,30 millions de téléspectateurs[23] (première diffusion)

- Austin Nichols (Julian Baker)
- Kate Voegele (Mia Catalano)
- Nick Lachey (Nick Lachey)
- Stephen Colletti (Chase Adams)
- Daphne Zuniga (Victoria Davis)
- Allison Munn (Lauren)
- Cullen Moss (Junk Moretti)
- Vaughn Wilson (Fergie Thompson)
- Cassandra Jean (Missy)

## Épisode 24:Nos vies rêvées
- États-Unis : 18 mai 2009
- France : 21 novembre 2009
- Suisse : 14 novembre 2009 sur TSR1
- Québec: 27 avril 2010

- États-Unis : 2,67 millions de téléspectateurs[24] (première diffusion)

- Moira Kelly (Karen Roe)
- Barry Corbin (Whitey)
- Austin Nichols (Julian Baker)
- Daphne Zuniga (Victoria Davis)

## Audiences aux États-Unis
La sixième saison des Frères Scott  (One Tree Hill) a réuni 2,85 millions de téléspectateurs américains.
Cette saison marque le départ de Hilarie Burton (Peyton Sawyer) et Chad Michael Murray (Lucas Scott), ce dernier fera une apparition lors de la neuvième et dernière saison.
NB : Les audiences entre la troisième et sixième saisons sont stables avec trois millions de téléspectateurs en moyenne chaque semaine.
| N° Épisode | Titre anglais                                              | Chaîne | Date de diffusion originale | États-Unis (en millions de téléspectateurs) |
| ---------- | ---------------------------------------------------------- | ------ | --------------------------- | ------------------------------------------- |
| 1          | Touch Me I'm Going To Scream, Part 1                       | The CW | 1er septembre 2008          | 3,25                                        |
| 2          | One Million Billionth of a Millisecond on a Sunday Morning | The CW | 8 septembre 2008            | 3,28                                        |
| 3          | Get Cape. Wear Cape. Fly.                                  | The CW | 15 septembre 20008          | 3,37                                        |
| 4          | Bridge Over Troubled Water                                 | The CW | 22 septembre 2008           | 3,15                                        |
| 5          | You've Dug Your Own Grave, Now Lie In It                   | The CW | 29 septembre 2008           | 3,42                                        |
| 6          | Choosing My Own Way of Life                                | The CW | 13 octobre 2008             | 3,47                                        |
| 7          | Messin' With the Kid                                       | The CW | 20 octobre 2008             | 3,70                                        |
| 8          | Our Life Is Not a Movie Or Maybe                           | The CW | 27 octobre 2008             | 3,21                                        |
| 9          | Sympathy For the Devil                                     | The CW | 3 novembre 2008             | 3,02                                        |
| 10         | Even Fairy Tale Characters Would Be Jealous                | The CW | 10 novembre 2008            | 3,00                                        |
| 11         | We Three                                                   | The CW | 17 novembre 2008            | 2,72                                        |
| 12         | ‘’ You Have to Be Joking                                   | The CW | 24 novembre 2008            | 2,65                                        |
| 13         | Things A Mama Don't Know                                   | The CW | 5 janvier 2009              | 2,66                                        |
| 14         | A Hand to Take Hold Of the Scene                           | The CW | 12 janvier 2009             | 3,06                                        |
| 15         | We Change, We Wait                                         | The CW | 19 janvier 2009             | 2,60                                        |
| 16         | Screenwriter's Blues                                       | The CW | 2 février 2009              | 2,65                                        |
| 17         | You And Me And The Bottle Makes Three Tonight              | The CW | 16 mars 2009                | 2,41                                        |
| 18         | Searching For a Former Clarity                             | The CW | 23 mars 2009                | 2,40                                        |
| 19         | Letting Go                                                 | The CW | 30 mars 2009                | 2,36                                        |
| 20         | I Would For You                                            | The CW | 20 avril 2009               | 2,45                                        |
| 21         | A Kiss To Build a Dream On                                 | The CW | 27 avril 2009               | 2,28                                        |
| 22         | Show Me How To Live                                        | The CW | 4 mai 2009                  | 2,23                                        |
| 23         | Forever and Almost Always                                  | The CW | 11 mai 2009                 | 2,30                                        |
| 24         | Remember Me As a Time of Day                               | The CW | 18 mai 2009                 | 2,67                                        |